# Иовиан (примицерий нотариев)
Иовиан (лат. Jovianus, полная форма имени неизвестна) — римский чиновник середины IV века.
Известно, что в 363 году, будучи нотарием («делопроизводителем»), он, тем не менее, принимал непосредственное участие в походе Юлиана II против персов. Иовиан отличился при штурме хорошо укрепленного персидского города Майозомальхи, одним из первых ворвавшись в осажденный город через устроенный подкоп, за что, наравне с другими, был награждён императором специальным осадным венком.
Чуть позже он упоминается Аммианом Марцеллином уже как примицерий нотариев — глава канцелярского ведомства. После того, как император Юлиан погиб в бою, при решении вопроса о его преемнике (так как сам Юлиан не оставил официального наследника) в пользу Иовиана вызказывались некоторые военные, что стало роковым для него. Императором был избран тезка примицерия нотариев, примицерий доместиков (начальник императорской гвардии) Иовиан. Некоторое время спустя новый император расправился с соперником:

Тут в сумерки был схвачен Иовиан, первый из нотариев <…> Его отвели в пустынное место, бросили в сухой колодец и завалили камнями. Поводом послужило, очевидно, то, что после смерти Юлиана раздалось несколько голосов за него, как достойного императорской власти; а после избрания Иовиана он держал себя недостаточно сдержанно: позволил себе, как слышали, неодобрительно отзываться о сделанном выборе и иногда приглашал боевых товарищей на обеды.